# KZ Okpala
Chikezie Jake "KZ" Okpala (Anaheim, California; 28 de abril de 1999) es un baloncestista estadounidense de ascendencia nigeriana, que se encuentra sin equipo. Con 2,03 metros de estatura, ocupa la posición de alero.

## Trayectoria deportiva

### High School
Okpala asistió al Esperanza High School de Anaheim, California. Creció desde el 1,78 metros que midió al entrar hasta los 2,03 tras cuatro años en el equipo de baloncesto. En su temporada júnior, Okpala promedió 23 points y 8 rebotes por partido liderando a Esperanza en la consecución del título de conferencia y siendo elegido Jugador del Año de la Crestview League.
En su temporada sénior mejoró sus estadísticas hasta los 30 puntos, 11 rebotes y 2 tapones por partido. En julio de 2016 recibió una oferta de la Universidad de Stanford para continuar allí sus estudios y jugar en su equipo.

### Universidad
Jugó dos temporadas con los Cardinal de la Universidad de Stanford, en las que promedió 13,8 puntos, 4,8 rebotes, 1,9 asistencias y 1,0 robos de balón por partido. En 2019 fue incluido en mejor quinteto de la Pac-12 Conference.
Al término de su temporada sophomore anunció su intención de renunciar a los dos años de carrera que le restaban para presentarse al  Draft de la NBA.

#### Estadísticas
| Año     | Equipo   | PJ | PT | MPP  | %TC  | %3P  | %TL  | RPP | APP | ROB | TPP | PPP  |
| ------- | -------- | -- | -- | ---- | ---- | ---- | ---- | --- | --- | --- | --- | ---- |
| 2017–18 | Stanford | 23 | 21 | 28.5 | .393 | .226 | .679 | 3.7 | 1.8 | 1.0 | .6  | 10.0 |
| 2018–19 | Stanford | 29 | 29 | 32.7 | .465 | .375 | .671 | 5.7 | 2.0 | 1.0 | .5  | 16.9 |
| Total   | Total    | 52 | 50 | 30.8 | .440 | .336 | .674 | 4.8 | 1.9 | 1.0 | .5  | 13.9 |

### Profesional
Fue elegido en la trigésimo segunda posición del Draft de la NBA de 2019 por Phoenix Suns, pero fue traspasado posteriormente a Miami Heat.
Durante su tercera temporada en Miami, el 9 de febrero de 2022 es traspasado a los Oklahoma City Thunder, pero cortado dos días después sin llegar a debutar.
El 14 de julio de 2022 firma por dos años con Sacramento Kings. Pero el 25 de febrero de 2023, tras 35 encuentros, es cortado.

## Estadísticas de su carrera en la NBA

### Temporada regular
| Año     | Equipo     | PJ | PT | MPP  | %TC  | %3P  | %TL  | RPP | APP | ROB | TPP | PPP |
| ------- | ---------- | -- | -- | ---- | ---- | ---- | ---- | --- | --- | --- | --- | --- |
| 2019-20 | Miami      | 5  | 0  | 5.2  | .600 | .000 | .500 | 1.0 | .2  | .4  | .2  | 1.4 |
| 2020-21 | Miami      | 37 | 9  | 12.1 | .375 | .240 | .533 | 1.8 | .5  | .3  | .3  | 2.5 |
| 2021-22 | Miami      | 21 | 0  | 11.6 | .435 | .346 | .727 | 2.0 | .7  | .2  | .3  | 3.7 |
| 2022-23 | Sacramento | 35 | 3  | 7.1  | .421 | .333 | .875 | 1.0 | .4  | .2  | .2  | 1.3 |
| Total   | Total      | 98 | 12 | 9.8  | .409 | .286 | .667 | 1.5 | .5  | .2  | .3  | 2.3 |

### Playoffs
| Año   | Equipo | PJ | PT | MPP | %TC  | %3P  | %TL  | RPP | APP | ROB | TPP | PPP |
| ----- | ------ | -- | -- | --- | ---- | ---- | ---- | --- | --- | --- | --- | --- |
| 2021  | Miami  | 2  | 0  | 3.0 | .000 | .000 | .000 | .0  | .0  | .0  | .0  | .0  |
| Total | Total  | 2  | 0  | 3.0 | .000 | .000 | .000 | .0  | .0  | .0  | .0  | .0  |

## Selección nacional
En verano de 2021, fue parte de la selección absoluta nigeriana que participó en los Juegos Olímpicos de Tokio 2020, que quedó en décimo lugar.